# Egira conspicillaris
Egira conspicillaris là một loài bướm đêm thuộc họ Noctuidae. Loài này có ở bán đảo Iberia tới Nga. Ở phía bắc it ranges tới vùng Baltic và ở phía nam đến Bắc Phi. Nó cũng có mặt ở Tây Á, tới Biển Caspian.
Sải cánh dài 36–44 mm. Con trưởng thành bay từ tháng 4 đến tháng 5 làm một đợt per year.
Ấu trùng ăn Genista tinctoria, Cytisus scoparius và Clematis vitalba. Other recorded foodplants include Prunus spinosa, Prunus domestica, Fraxinus và Rumex species.

## Hình ảnh

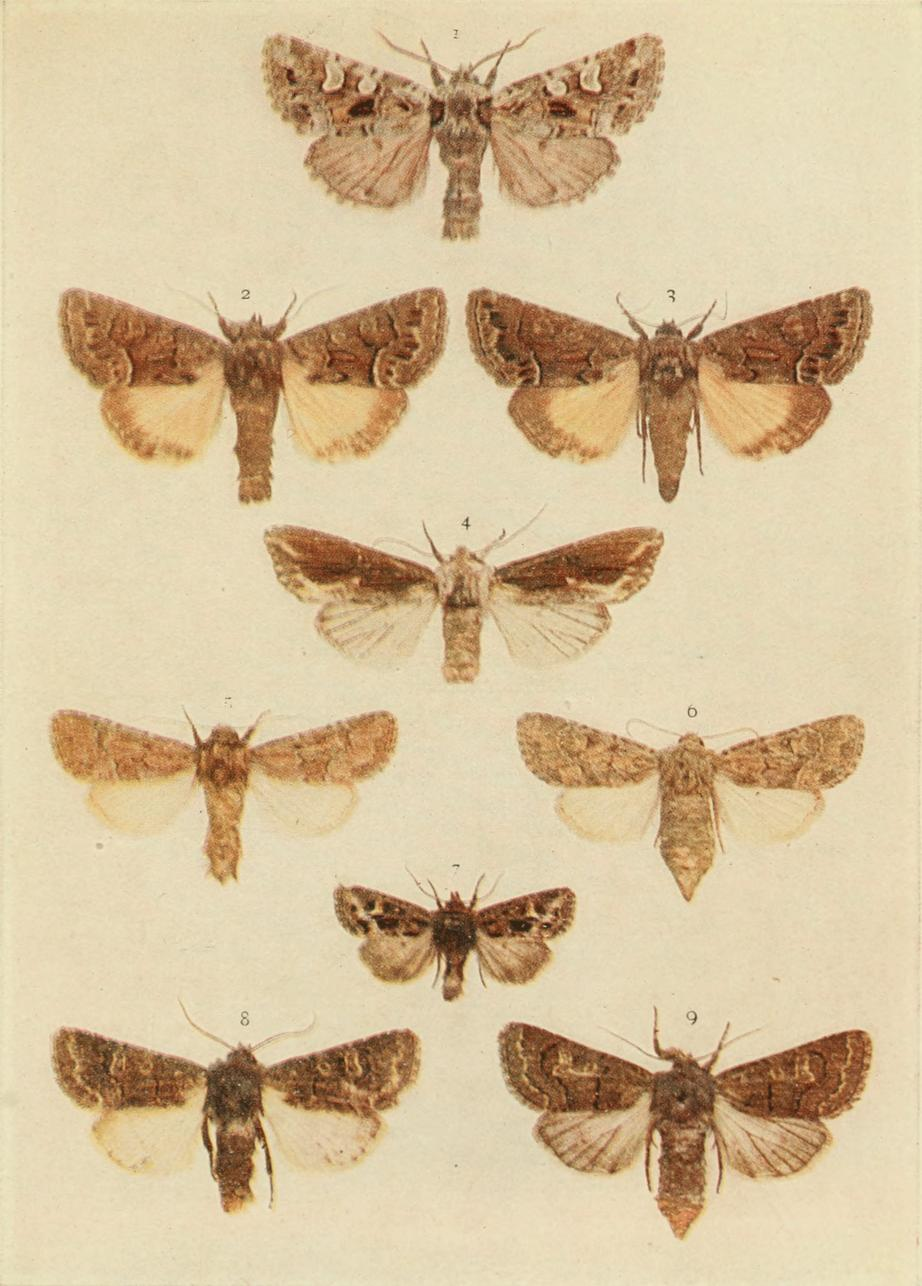